# Grönland történelme
Grönland történelmét leginkább az időjárási körülmények határozták meg.

## Kezdeti történelem

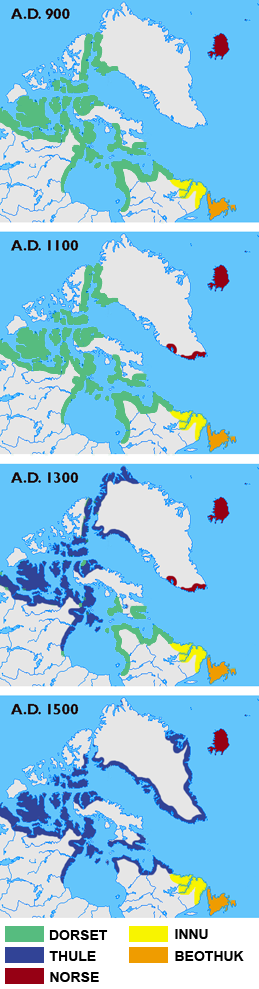

Az európaiak érkezése előtt főleg paleoeszkimók által rendkívül gyéren lakott terület volt.

## Az első európai felfedezők
A szigetre első európaiként a viking Vörös Erik által vezetett expedíció tagjai telepedtek le a 980-as években. Az éghajlat enyhébb volt és semmi akadálya nem volt itt a gabonatermesztésnek, ami elsősorban árpát jelentett.

## Gyarmatosítás

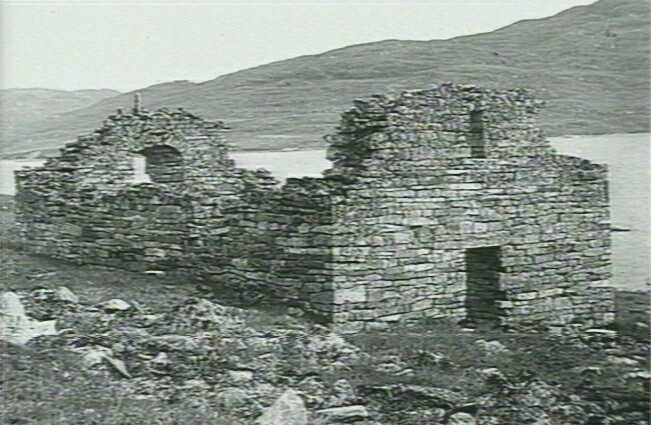
Grönland egyik legrégebbi építménye, egy templom, melyben 1408-ban kötöttek utoljára házasságot (ez volt sokáig az utolsó írott feljegyzés Grönlandon)

A 9-12. század közötti általános felmelegedés következtében Grönland déli része, legalábbis a part mentén,  valóban "zöld föld" volt, nem borította állandó jégtakaró. Ezért is jöhettek ott létre a 11. század elején norvég (viking) kolóniák, amelyek állattenyésztéssel és földműveléssel is foglalkoztak a vadászat és halászat mellett, valamint kereskedtek Norvégiával. Amikor a norvég uralkodó és a nép keresztény lett, püspököt küldtek Grönlandra, és a területet a Nidaros érsekségének rendelték alá. Az európaiak békében éltek az őslakos eszkimókkal. Ezen a helyen is, akárcsak Izlandon, vagy Feröeren az ónorvég nyelvből kialakult egy másik nyelv, a grönlandi norvég nyelv is. 1261-ben Grönland a Norvég Királyság része lett. 
A 15. századra a viking települések (az éhínségek és az inuitokkal keletkező konfliktusok miatt) megszűntek. Az ismétlődő éhínségek fő oka a legújabb kutatások szerint az egyre súlyosbodó aszály volt, de beleszólhatott a kis jégkorszak, vagyis az éghajlat kedvezőtlenebbé válása is. A sziget elnéptelenedésével párhuzamosan kihalt a grönlandi vikingek nyelve.
Az újra megerősödő Dánia–Norvégia 1721-ben bejelentette, illetve újra megerősítette igényét a szigetre.

## A19. században
Az 1814-es kieli béke során Dánia elvesztette Norvégiát, de megtarthatta tengerentúli területeit. 
A 19. században sok inuit család vándorolt be a szigetre Kanada északi részéről (az utolsó csoport 1864-ben érkezett), miközben a keleti partvidék a rossz gazdasági helyzet miatt elnéptelenedett. Az első demokratikus választásokat 1862 és 1863 folyamán tartották Grönlandon, melyen megválasztották a kerületi vezetőket.

## A20. században

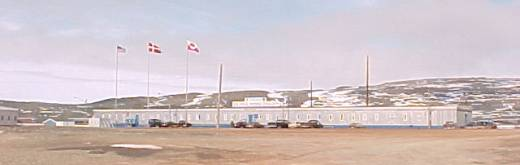
A Thule Légibázis, ahonnan az Egyesült Államok a hidegháború alatt a szovjetek észak-atlanti tevékenységét ellenőrizte

Norvégia Kelet-Grönland bizonyos részeit magának követelte, s azokat (melyek akkoriban lakatlanok voltak) 1931 júliusában el is foglalta. Dánia és Norvégia megegyezett, hogy a vitás kérdéseket az Állandó Nemzetközi Bírósághoz viszi, mely 1933-ban Dánia javára döntött. 1940. április 9-én Németország megszállta Dániát. Mialatt Dánia megszállás alatt állt, a dán kormány nem tudta érvényesíteni akaratát a sziget felett, így az (amerikai és kanadai felügyelet alatt) meglehetősen független volt a második világháború alatt.
A hidegháború alatt a sziget jelentősége felértékelődött, mert innen könnyen ellenőrizhette az Amerikai Egyesült Államok a Szovjetunió tevékenységét az északi térségben. 1953-ban megalapították a Thule Légibázist. Ennek során néhány inuit családot erőszakkal kitelepítettek, ami a dán kormány és a helyi lakosság között feszültséget okozott.  1953-tól a dán kormány elkezdte megszüntetni Grönland gyarmati státuszát. A Folketing (a dán parlament) kiterjesztette az orvosi és egészségügyi szolgáltatásokat a szigetre, ahol a lakosság egyre nagyobb része költözött a városokba.
Amikor Dánia csatlakozott az Európai Gazdasági Közösséghez (EGK), Grönland (a helyi népszavazáson leadott 70,3%-os ellenszavazat ellenére) is kénytelen volt csatlakozni. Ezért a helyi lakosok és politikai pártok az önkormányzásért kezdtek tárgyalásokat a dán vezetéssel. A Folketing 1978-ban hozott törvényt Grönland belső autonómiájáról, mely 1979-ben lépett életbe. Ezzel a hadügy, külügy és pénzügy kivételével Grönland teljes autonómiát kapott, és lehetővé vált, hogy a sziget kilépjen az EGK-ból. 1982. február 23-án népszavazást tartottak arról, hogy Grönland továbbra is az Európai Közösség tagja maradjon-e. A szavazáson a választók többsége (53%) elutasította ezt. Emiatt 1985-ben Grönland kilépett a Közösségből – ez volt az EGK történetének első területi vesztesége. Ezután a szigeten fokozatosan felváltották a dán uralom jelképeit: saját grönlandi zászlót és címert vezettek be, valamint a dán helységneveket felváltották a grönlandi helységnevek.

### Kiválása az Európai Gazdasági Közösségből
Az 1979 áprilisában tartott választások az EGK-ellenes erők többségét hozták az új grönlandi parlamentben, de még két évbe telt, hogy az új kormány rávette Dániát arra, hogy 1981 augusztusában a kiválás ügyében népszavazást írjon ki. Dánia ellenkezett, mert a kiválással elvesző EGK-segély pótlását nem várta a legfontosabb grönlandi iparágtól, a halászattól, és attól tartott, hogy Dániának kell az így kieső összeget biztosítania. Ezeknek az érveknek tulajdonítják, hogy az 1972-es nagyobb arányú elutasítás után az 1982-es szavazáson kisebb volt a kiválást támogatók aránya. A népszavazás után azonban a grönlandi kormány úgy vélte, hogy a választók a kiválást támogatják. 1982 májusában Dánia azzal a javaslattal fordult az EGK Tanácsához, hogy vizsgálja felül a szerződéseket, és Grönland kapja meg kiválása esetére a Tengerentúli Ország és Terület (Overseas Country and Territory, OCT) státust. Ezt a Bizottság is támogatta. Ez a státus Grönland számára kedvező lett volna, hiszen az EGK-hoz fűződő viszonyát szinte csak intézményi kérdésekben változtatta volna meg, viszont a többi állam, különösen az NSZK tartott attól, hogy a halászati érdekeit ez sérteni fogja. Rossz példát jelentett a többi tagállam előtt a másik nem EGK-tag dán terület, Feröer, amellyel csak nehezen lehetett megegyezni a Közös Halászati Politika keretei között. Abban sikerült megállapodni, hogy 1984-ig a tárgyalásokat be kell fejezni, hogy 1985 januárjában Grönland kiválhasson. Végül azonban a Tanácsban csak 1985 februárjában született meg a megállapodás: Grönland megkapta az OCT státust, és vámmentesen vihette halászati termékeit az EGK piacára. Egy tízéves halászati egyezményt is alkottak, amely hatévenként automatikusan meghosszabbodik.

## 21. század

### A terület amerikai megszerzése
A 2024-es amerikai elnökválasztást megnyert Donald Trump jelezte, hogy beiktatása után területi igényekkel fog fellépni Dánia felé Grönland tekintetében, egészen pontosan az Egyesült Államoknak szándékában állna megvásárolnia a szigetet. Miután Dánia nemet mondott, a nemzetközi közvélemény meghökkenésére Trump még beiktatása előtt katonai válaszlépést és gazdasági nyomást helyezett kilátásba Grönland megszerzése érdekében, Dániával szemben.
Nemzetközi szinte további aggodalmakat szült, amikor Trump beiktatása előtt nem sokkal telefonon beszélt Mette Frederiksen dán miniszterelnökkel, aki továbbra is nemet mondott a sziget átadására, melyre aztán az amerikai elnök Fredriksen elmondása szerint ijesztően agresszív módon reagált. A dán kormány Trump nyugtalanító kijelentései miatt Grönlandot illetően már korábban megkezdte a védelmi kiadások növelését és fokozta hadereje jelenlétét a szigeten.
Az amerikai elnök követelése hangsúlyozásaként még fia, ifj. Donald Trump is látogatást tett Grönlandon, ahol győzködte a lakosságot apja érveivel, miszerint az Egyesült Államoknak szükségük van több okból is (pl. nemzetbiztonsági okokból) a szigetre, sőt hangsúlyozta „jól fognak bánni” a grönlandiakkal az Egyesült Államok részeként. A grönlandi autonóm kormány, a dán kormányhoz hasonlóan reagált az amerikai elnök területi igényeire, ifj. Trump látogatását pedig magánjellegűnek tekinti. Trump kijelentései ráadásul a szigeten inkább a függetlenség-párti erők támogatottságát növelték, akik a legutóbbi választásokon 80%-át szerezték meg a szavazatoknak. Mute Egede grönlandi miniszterelnök szerint ez az első alkalom, hogy a szigetre ennyire intenzív, nemzetközi figyelem hárult, viszont hangsúlyozta, hogy higgadtságra van szükség és a helyzetet a maguk előnyére kell fordítani, mivel Grönlandnak saját magának kell döntenie a sorsáról. Ebben a dán vezetéssel azonos álláspontot képviselnek.
Trump szándéka nem egyedülálló: már 1867-ben felmerült annak lehetősége, hogy az Egyesült Államok megvásárolná a szigetet a Dán Királyságtól, a kezdeményezője ennek pedig William H. Seward volt, aki az Orosz Birodalomtól szerezte meg Alaszkát. Az ötlet 1910, 1946 és 1955 folyamán újból felmerült, viszont Trump élt először nyílt fenyegetéssel a kérdésben.

## Fordítás
Ez a szócikk részben vagy egészben  a   History of Greenland című angol Wikipédia-szócikk fordításán alapul.  Az eredeti cikk szerkesztőit annak laptörténete sorolja fel. Ez a jelzés csupán a megfogalmazás eredetét és a szerzői jogokat jelzi, nem szolgál a cikkben szereplő információk forrásmegjelöléseként.